# Музей стекла (Мурано)

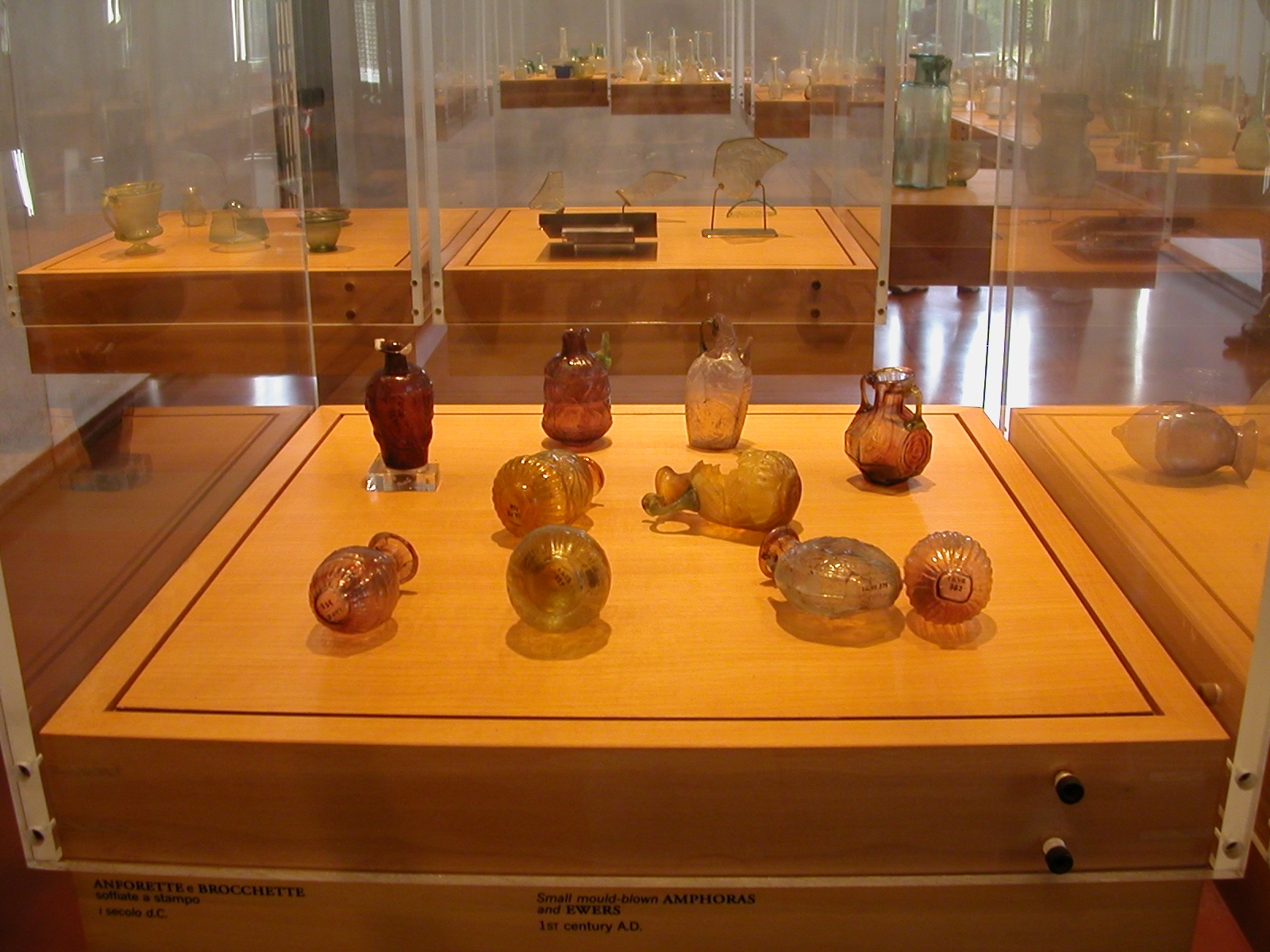
Выставка древнеримского стекла в музее

Музей стекла (итал. Museo del Vetro) — музей истории стекольного производства, в том числе изготовления муранского стекла, расположенный на острове Мурано, к северу от Венеции.
Музей находится во дворце Палаццо Юстиниана, который длительное время служил резиденцией епископов Торчелло. Первоначально дворец был построен в готическом стиле как дворец патриция. В 1659 году здание стало резиденцией епископа Марко Юстиниана, который впоследствии выкупил дворец и подарил его епархии Торчелло.
Музей был основан в 1861 году выдающимся итальянским историком муранского стекла Винченцо Дзанетти, но датой его национального открытия считается 1923 год, когда остров Мурано был официально передан в состав Венеции. В этом здании первоначально располагалась также ратуша Мурано, которая впоследствии разместилась в Palazzo Da Mula.
Музей расположен неподалёку от остановки вапоретто «Музей».
Находится в ведении Фонда гражданских музеев Венеции (итал. Fondazione Musei Civici di Venezia, MUVE).